# Philipp Ludwig Rößler
Philipp Ludwig Rößler (* 11. Mai 1743 in Hanau; † 2. Oktober 1803) war ein deutscher Jurist und Herzoglich-nassauischer 
Hofgerichtsdirektor.

## Leben
Philipp Rößler wurde als Sohn des Sachsen-Gothaischen Oberkammerrats Johann Christian Ludwig Rößler (1706–1781) und dessen Ehefrau Susanna Katharina Berg (1703–1778) geboren.
1787 heiratete er in Wiesbaden Margarethe Antoinette Adam (1754–1796). Aus der Ehe gingen die Kinder Ludwig Christian (1785–1835), Christian (1787–1816, Regierungsrat) und Karl (1788–1863) hervor. 
Der Maler und Naturforscher Karl Adolf Rössler war sein Einkelsohn.
Philipp Ludwig war Herr auf dem Mönchshof bei Bruchköbel und stand nach seinem Studium der Rechtswissenschaften als Geheimer Rat in Diensten des Fürsten von Nassau. 
Später bekleidete er die Ämter des Kammerdirigenten, des Hofgerichtsdirektors sowie des Konsistorialdirektors. 
1751 hielt er eine vielbeachtete Rede zu Ehren seines Ururgroßvaters Johann Winter von Güldenborn, der sich bei  der  Befreiung der Stadt Hanau während des Dreißigjährigen Krieges besondere Verdienste erworben hatte.